# Успенський сільський округ (Шетський район)
Успе́нський сільський округ (каз. Өспен ауылдық округі, рос. Успенский сельский округ) — адміністративна одиниця у складі Шетського району Карагандинської області Казахстану. Адміністративний центр — село Успенське.
Населення — 1464 особи (2021; 2027 у 2009, 2433 у 1999, 2721 у 1989).
Станом на 1989 рік існувала Успенська сільська рада (села Айгиржал, Єркіндик, Успенський, селища Айса) ліквідованого Агадирського району.

## Склад
До складу округу входять такі населені пункти:
| Населений пункт        | Населення, осіб (1989) | Населення, осіб (1999) | Населення, осіб (2009) | Населення, осіб (2021) |
| ---------------------- | ---------------------- | ---------------------- | ---------------------- | ---------------------- |
| Айгиржал, село         | 335                    | 354                    | 191                    | 91                     |
| Айса, станційне селище | 195                    | 142                    | 166                    | 141                    |
| Єркіндик, село         | 496                    | 602                    | 654                    | 446                    |
| Успенське, село        | 1695                   | 1335                   | 1016                   | 786                    |